# Konstantin Ignatjewitsch Adaschewski

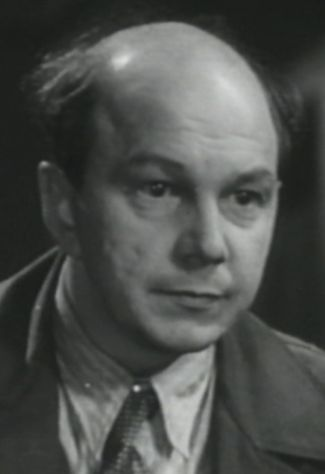
Adaschewski in Weliki graschdanin (1939)

Konstantin Ignatjewitsch Adaschewski (russisch Константин Игнатьевич Адашевский; * 30.jul. / 11. April 1897greg. in Tuliszków, Russisches Kaiserreich; † 1. Juni 1987 in Leningrad) war ein sowjetischer Schauspieler.

## Biografie
Konstantin Adaschewski war der Sohn von Ignat Romanowitsch Adaschewski und der Kaufmannstochter Olga Alexandrowna Adaschewskaja. Durch einen Onkel väterlicherseits zeigte er schon früh Interesse für das Theater.
Nach dem Besuch der Handelsschule von Jamburg von 1909 bis 1917 und dem Dienst in der Roten Armee trat Adaschewski zunächst 1922 in die Theaterschule der Baltischen Flotte ein. 1923 wurde ihm die Leitung des Theaters des Eisenbahnerklubs übertragen. Bis 1925 ließ er sich von Jewtichi Pawlowitsch Karpow am Staatlichen Akademischen Dramatheater in Petrograd zum Schauspieler ausbilden und erhielt vor Ort anschließend ein Engagement. Adaschewski blieb dem Haus bis zu seinem Tod treu und gab dort über 100 Rollen.
Im Film trat der dunkelhaarige Mime erstmals 1928 in Wladimir Gardins Кастусь Калиновский (Kastus Kalinowski) auf. Bis Mitte der 1980er Jahre war Adaschewski an fast 100 Projekten beteiligt und bediente dabei die verschiedensten Genre. Mehrfach spielte er z. B. unter der für ihre Kinderfilme bekannten Nadeschda Koschewerowa. Auch seine einzige Hauptrolle gab er in einem Märchenfilm, der belarussischen Fernsehproduktion Горя бояться - счастья не видать (Gorja bojatsja - stschastja ne wudat, 1974). Außerdem war Adaschewski in mehreren Filmbiografien zu sehen, u. a. als Leonhard Euler in Михайло Ломоносов (Michailo Lomonossow, 1955) und als Konstantin Stanislawski in Я - актриса (Ja - aktrisa, 1980). Zu den Literaturverfilmungen in seinem Schaffen zählt beispielsweise Два капитана (Dwa kapitana, 1956) nach einem Roman von Weniamin Kawerin.
Ab 1934 war er außerdem beim Leningrader Radio aktiv und arbeitete später vereinzelt als Synchronsprecher für fremdsprachige Filme.
Adaschewski war in erster Ehe mit der Mathematiklehrerin Jelena Wladimirowna Adaschewskaja verheiratet, die gemeinsame Tochter Marina (1927–2022) wurde ebenfalls Schauspielerin. Danach ehelichte er seine Kollegin Olga Jakowlewna Lebsak (1914–1983). Enge Freundschaften verbanden ihn außerdem mit den Darstellern Wladimir Iwanowitsch Tschestnokow, Juri Wladimirowitsch Tolubejew und Walentin Iwanowitsch Janzat.
Adaschewski litt gegen Ende seines Lebens an schweren gesundheitlichen Problemen und wurde an der Militärmedizinischen Akademie in Leningrad behandelt. Er starb 90-jährig an den Folgen einer Lungenentzündung, sein Grab befindet sich auf dem Serafimowskoje-Friedhof in Sankt Petersburg.

## Theaterarbeit (Auswahl)
- Was einer sucht, das findet er (Balsaminows Heirat) (Sa tschem poidjosch, to i naidjosch (Schenitba Balsaminowa)) – von Alexander Ostrowski
- Незабываемый 1919-й (Nesabywajemy 1919-i) – von Wsewolod Wischnewski
- Der lebende Leichnam (Schiwoi trup) – von Lew Tolstoi
- Ein heißes Herz (Gorjatscheje serdze) – von Alexander Ostrowski
- Märchen vom alten Arbat. Komödie in zwei Teilen (Skaski starogo Arbata) – von Alexei Arbusow
- Беседы с Сократом (Besedy s Sokratom) – von Edward Radsinski
- Повесть о человеческом сердце (Powest o tschelowetscheskom serdze) – von Daniil Chrabrowizki
- Победители ночи (Pobediteli notschi) – von Isidor Wladimirowitsch Schtok

## Filmografie (Auswahl)

### Darsteller
- 1947: Die Ballettsolistin (Solistka baleta)
- 1947: Aschenbrödel (Soluschka)
- 1949: Entschleierte Geheimnisse (Akademik Iwan Pawlow)
- 1950: Melodie des Lebens (Musorgski)
- 1951: W. G. Belinski (Belinski)
- 1954: Der geheimnisvolle Dolch (Kortik)
- 1954: Der Ersatzspieler (Sapasnoi igrok)
- 1955: Spuren im Schnee (Sledy na snegu)
- 1956: Weg der Wahrheit (Doroga prawdi)
- 1958: In den Tagen des Oktober (W dni Oktjabrja)
- 1961: Vorsicht, Oma! (Ostoroschno, babuschka!)
- 1967: Aufruhr (Mjateschnaja sastawa)
- 1968: Tatjanas Tag (Tatjanin den)
- 1970: Schuld und Sühne (Prestuplenije i nakasanije)
- 1971: Тень (Ten)
- 1973: Die Zwölf Monate (Dwenadzat mesjazew)
- 1974: Zarewitsch Proscha (auch Sprecher)
- 1980: Die Nachtigall (Solowei)
- 1981: Wie das Leben so spielt (Wot takaja musyka)
- 1982: Die Prinzessin mit der Eselshaut (Oslinaja schkura)
- 1984: Und da kam Bumbo (I wot prischel Bumbo...)

### Synchronsprecher
- 1957: Svoga tela gospodar – für Mladen Serment
- 1958: Sie kannten sich alle – für Paul R. Henker
- 1960: Perekond Männard – für Rudolf Nuude
- 1972: Väike reekviem suupillile – für Arnold Sikkel

## Auszeichnungen
- Ehrenzeichen der Sowjetunion (11. März 1939)
- Medaille „Für die Verteidigung Leningrads“ (12. Januar 1946)
- Medaille „Für heldenmütige Arbeit im Großen Vaterländischen Krieg 1941–1945“ (22. Juni 1946)
- Titel Verdienter Künstler der RSFR (11. Januar 1947)
- Stalinpreis II. Klasse (1951)
- Medaille „Zum 250-jährigen Jubiläum Leningrads“ (1957)
- Jubiläumsmedaille „Zum Gedenken an den 100. Geburtstag von Wladimir Iljitsch Lenin“ (1970)
- Titel Volkskünstler der RSFSR (22. Oktober 1970)
- Orden der Völkerfreundschaft (20. April 1977)
- Staatspreis der RSFSR (1979)
- Orden des Roten Banners der Arbeit (28. Januar 1982)
- Titel Volkskünstler der UdSSR (6. Juni 1985)[2]